# 博伊德冰原島峰
69°50′S 74°44′E / 69.833°S 74.733°E
博伊德冰原島峰是南極洲的冰原島峰，位於帕布利凱申斯冰架南部，處於卡洛琳米科爾森山東南面15公里，該島峰由挪威探險隊根據空中照片繪入地圖，以物理學家命名。